# Peuceci
Peuceci, va ser, segons la mitologia grega, un dels cinquanta fills de Licàon i de Cil·lene.
Descontent de la part que li havia tocat del Peloponès, que Licàon havia repartit entre els seus fills, ell i el seu germà Enotre, van anar de l'Arcàdia a la Itàlia meridional, a la part sud de la Pulla, on es va instal·lar. És l'avantpassat del poble dels Peuquetis, i Enotre dels enotris. Peuceci i Enotre havien nascut disset generacions abans de la guerra de Troia.